# GIEKSA Arena
El GIEKSA Arena es un estadio de fútbol ubicado en Bełchatów, Polonia. Es el estadio donde el GKS Bełchatów disputa sus partidos como local. 

## Historia
La reforma a fondo del estadio se inició en 2001. Se añadió una nueva iluminación, y se mejoraron los asientos de las gradas. La inauguración tuvo lugar el 17 de octubre de 2003. El primer partido jugado en el nuevo estadio enfrentó al GKS Bełchatów contra el KSZO Ostrowiec Świętokrzyski. En junio de 2006, se incorporó calefacción al césped. Aun así, se siguió mejorando los años posteriores, techando todas las tribunas y gradas. 
El 13 de mayo de 2008, se celebró en el estadio la final de la Copa de Polonia entre el Legia de Varsovia y el Wisła Cracovia. Ganó el Legia por 4 a 3 en la tanda de penaltis.
En junio de 2014, se organizó un concurso para elegir el nuevo nombre del estadio, que desde su fundación se llamaba Estadio GKS Bełchatów. Finalmente, fue escogido el nombre GIEKSA Arena. En la temporada 2019-20 el Raków Częstochowa disputó sus partidos como local en el GIEKSA Arena debido a que su estadio no se encuentra homologado por la Asociación Polaca de Fútbol.

## Partidos internacionales
| Fecha                | Equipo #1 | Res. | Equipo #2 | Competencia |
| -------------------- | --------- | ---- | --------- | ----------- |
| 27 de agosto de 1996 | Polonia   | 2:2  | Chipre    | Amistoso    |
| 2 de mayo de 2006    | Polonia   | 0:1  | Lituania  | Amistoso    |